# 呉ポートピア駅

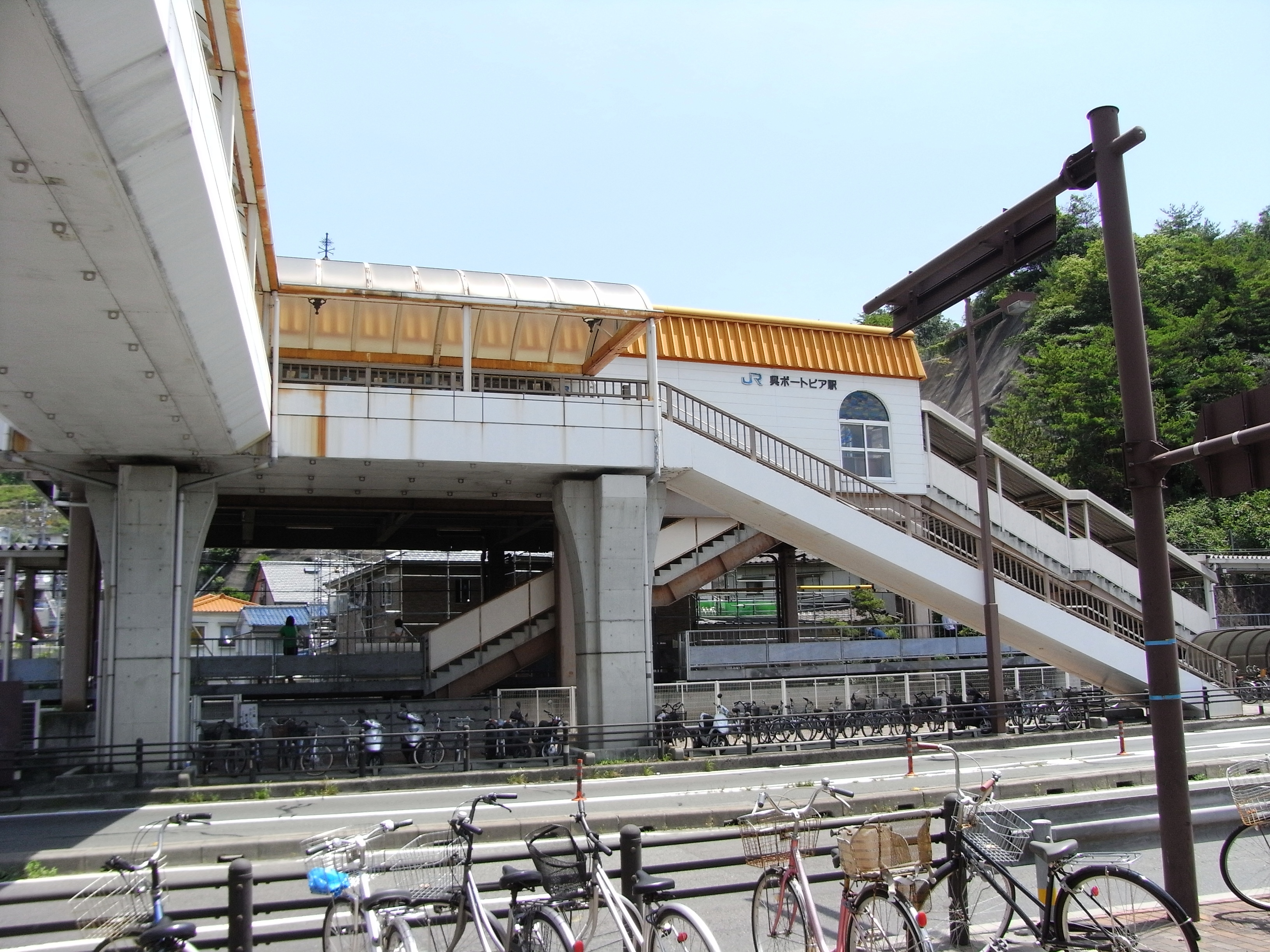
別の角度より（2008年7月）

呉ポートピア駅（くれポートピアえき）は、広島県呉市天応伝十原町にある、西日本旅客鉄道（JR西日本）呉線の駅である。駅番号はJR-Y09。

## 概要
1992年3月20日に呉ポートピアランドが開園するのに伴い、同園利用者の便宜を図るために開園前日に新設された。総工費2億4千万円は同園が全額負担した。開園当初は臨時快速「呉ポートピアランド号」が、山陽本線徳山駅や福山駅との間で1往復運転されていた。
1998年、呉ポートピアランドが入場者減少に伴う閉園が決定した際には同駅の廃止も取り沙汰されたが、駅周辺住民による利用も多いことから、同年の閉園後も現在まで存続している。なお、呉ポートピアランド跡地には、呉ポートピアパーク（入場無料の市民公園）が2000年にオープンしている。

## 歴史
- 1992年（平成4年）
  - 3月19日：呉線天応駅 - 小屋浦駅間に新設[1]。
  - 11月1日：みどりの窓口営業開始[5]。
- 1999年（平成11年）6月：みどりの窓口営業終了[6]。
- 2004年（平成16年）10月：窓口営業が平日のみとなる。また、営業時間中に閉鎖時間帯が設定される。
- 2007年（平成19年）
  - 6月27日：ICOCA対応簡易型自動改札機を設置。
  - 9月1日：ICカード「ICOCA」が利用可能となる。
- 2018年（平成30年）
  - 7月6日：平成30年7月豪雨に伴い営業休止。
  - 9月9日：広駅 - 坂駅間運行再開[注釈 1][8]。
- 2021年（令和3年）4月1日：無人駅化[3]。

## 駅構造
単式ホーム1面1線を有する地上駅（停留所）。橋上駅舎を備える。棒線駅のため、呉方面行・広島方面行双方が同一ホームに発着する。自動改札機は開閉式ではない簡易式のものが設置されている。
無人駅。ICOCAが利用可能（相互利用可能ICカードはICOCAの項を参照）。

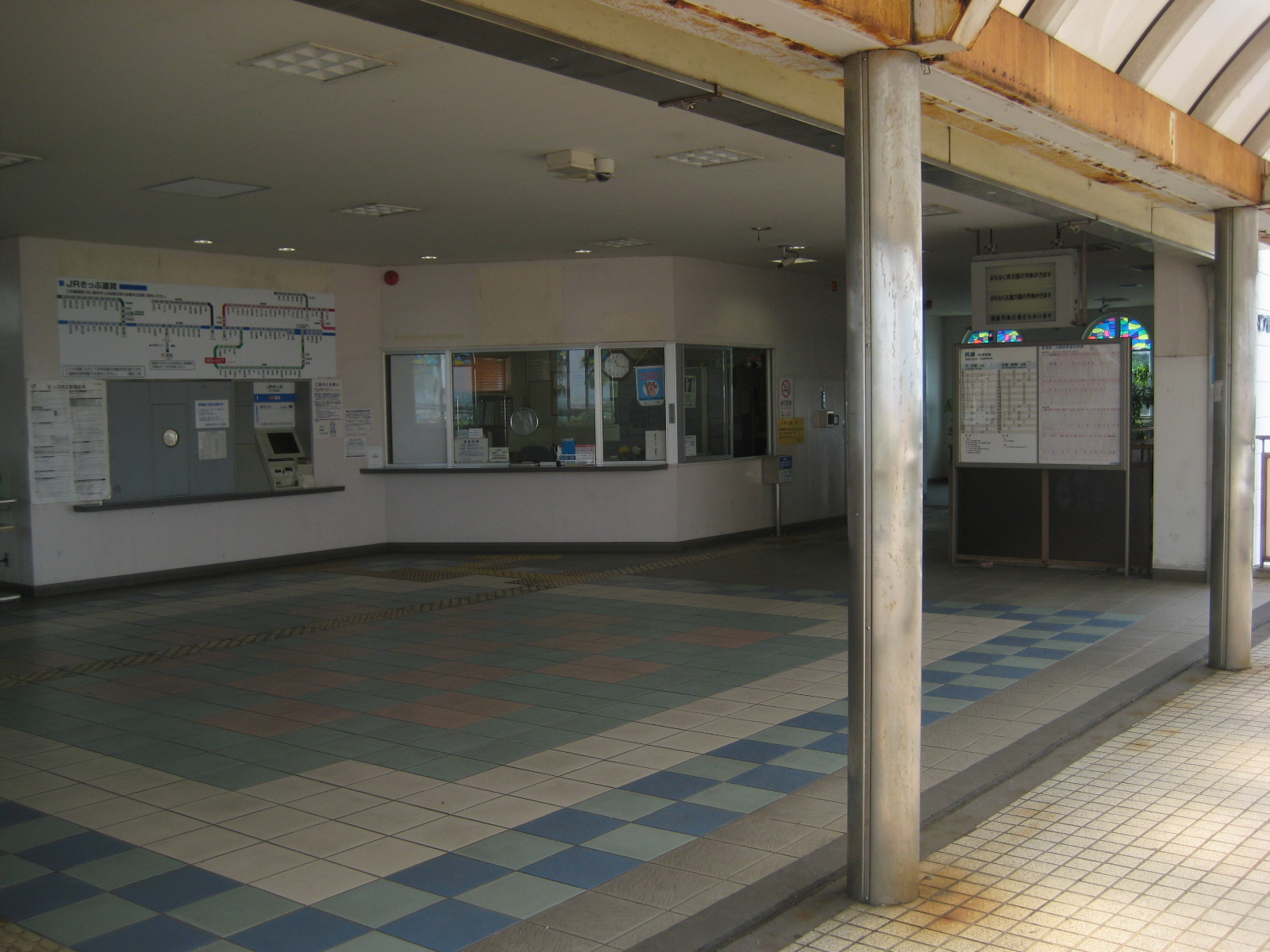
駅舎内コンコース（2009年8月）
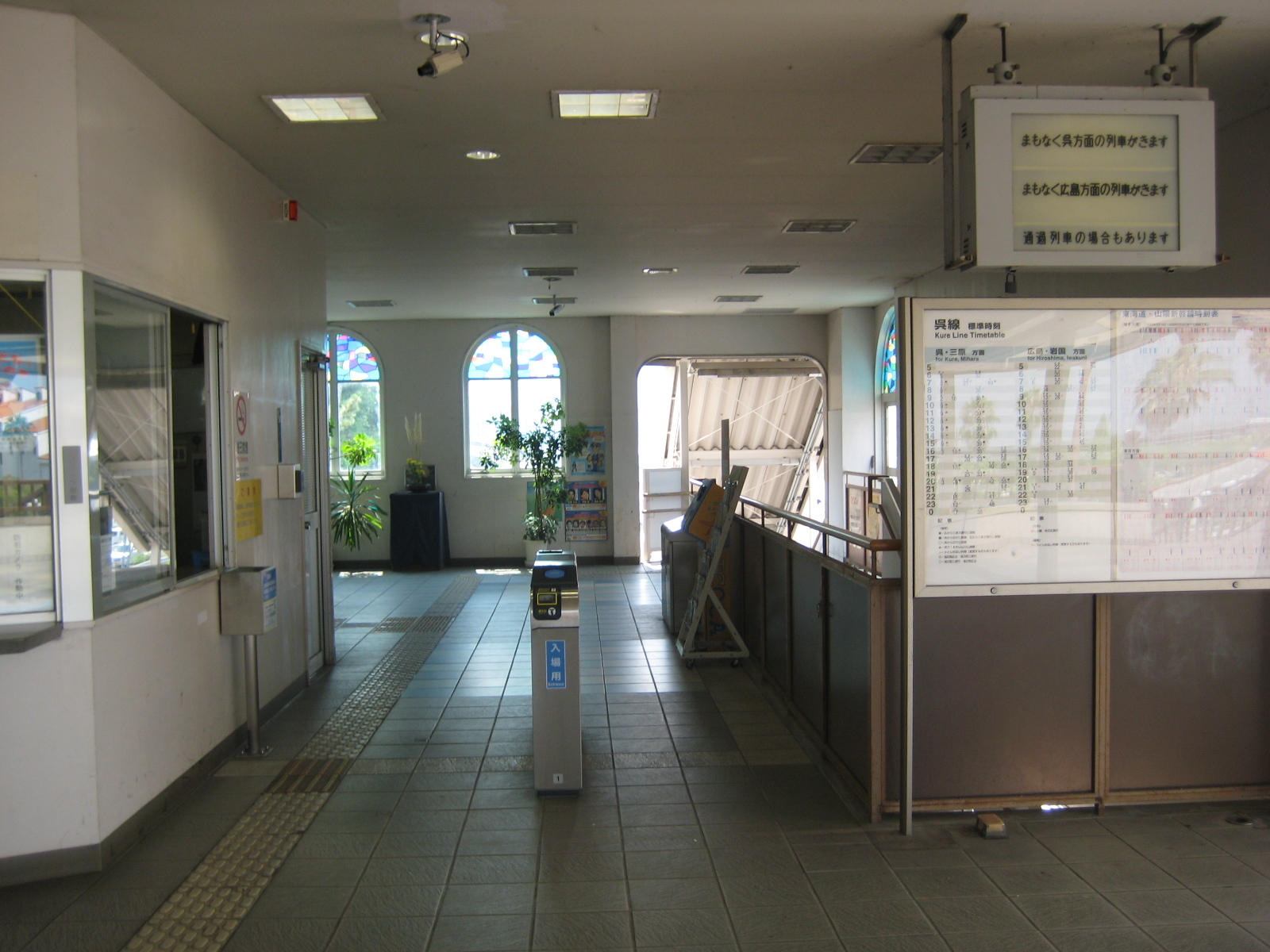
改札口（2009年8月）

## 利用状況
「呉市統計書」によると、1日平均乗車人員の推移は以下の通り。
| 年度                | 1日平均 乗車人員 |
| ------------------- | ---------------- |
| 1991年（平成03年）  | 3,469            |
| 1992年（平成04年）  | 1,452            |
| 1993年（平成05年）  | 1,088            |
| 1994年（平成06年）  | 892              |
| 1995年（平成07年）  | 746              |
| 1996年（平成08年）  | 749              |
| 1997年（平成09年）  | 748              |
| 1998年（平成10年）  | 662              |
| 1999年（平成11年）  | 480              |
| 2000年（平成12年）  | 554              |
| 2001年（平成13年）  | 585              |
| 2002年（平成14年）  | 616              |
| 2003年（平成15年）  | 620              |
| 2004年（平成16年）  | 602              |
| 2005年（平成17年）  | 572              |
| 2006年（平成18年）  | 525              |
| 2007年（平成19年）  | 529              |
| 2008年（平成20年）  | 523              |
| 2009年（平成21年）  | 506              |
| 2010年（平成22年）  | 499              |
| 2011年（平成23年）  | 501              |
| 2012年（平成24年）  | 684              |
| 2013年（平成25年）  | 890              |
| 2014年（平成26年）  | 924              |
| 2015年（平成27年）  | 934              |
| 2016年（平成28年）  | 923              |
| 2017年（平成29年）  | 902              |
| 2018年（平成30年）  | 790              |
| 2019年（令和 元年） | 853              |
| 2020年（令和02年）  | 704              |
| 2021年（令和03年）  | 663              |
| 2022年（令和04年）  | 680              |
| 2023年（令和05年）  | 697              |

## 駅周辺
- 呉ポートピアパーク（公園）
- 国道31号
- 広電バス「呉ポートピア」停留所
- 天応桟橋
- 広島呉道路 天応西IC
- 呉市役所天応支所（天応駅とのほぼ中間地点）
- ユーシン 広島工場　※2012年12月、海田町から移転

## 隣の駅
西日本旅客鉄道（JR西日本）
 呉線
■快速「通勤ライナー」・■快速「安芸路ライナー」
通過
■普通
天応駅 (JR-Y10) - 呉ポートピア駅 (JR-Y09) - 小屋浦駅 (JR-Y08)